# Sestra (bướm đêm)
Sestra là một chi bướm đêm thuộc họ Geometridae.